# 14º Jamboree mondiale dello scautismo
Il 14º Jamboree mondiale dello scautismo si tenne sul Lago Mjøsa, Lillehammer, in Norvegia dal 29 luglio al 7 agosto 1975. Questi fu popolarmente chiamato "Nordjamb '75"  e fu aperto da Olav V ed Harald V di Norvegia che allora era principe e fu visitato da Carlo XVI Gustavo di Svezia e dall'allora principe Muhammad VI del Marocco. Il motto "Cinque dita, una mano" simboleggiava i cinque continenti dove lo scautismo si era diffuso.